# Тробојна чапља
Тробојна чапља (лат. Egretta tricolor), раније у Северној Америци позната под именом луизијанска чапља, мала је врста чапље. Насељава просторе од америчких држава око Мексичког залива и северног Мексика, преко Централне Америке и Кариба до централног Бразила и Перуа. У неким случајевима може доћи и до постодгојног растурања северно од ареала гнежђења.
Основно станиште тробојне чапље јесу суптропске мочваре. Гнезди се у колонијама, често са другим врстама чапљи, често на ниским гранама дрвећа или грмља. Најчешће полаже 3—7 јаја.
Одрасла јединка је висока 56 до 76 центиметара и има распон крила од 96 центиметара. Незнатно већи мужјак је у просеку тежак 415 грама, док просечна тежина женке износи 334 грама. Ово је средње велика, дугонога и дуговрата чапља са дугим жутим или сивим кљуном са црним врхом. Ноге и стопала су јој обично тамне боје. Одрасла јединка има плаво-сиву главу, врат, позадину и горње делове крила, са белом линијом дуж врата. Стомак је такође беле боје. Током сезоне парења и размножавања, перје поприма друге боје — добија дуго плаво филаментозно перје на глави и врату, док су леђа жућкастобеж боје.
Тробојна чапља уходи свој плен у плиткој или дубокој води, а најчешће се храни рибом, љускарима, гмизавцима и инсектима.